# Жовтушник кринкський
Жовтушник кринкський (Erysimum krynkense) — вид рослин з родини капустяних (Brassicaceae); ендемік України.

## Опис
Дворічна рослина 40–70 см заввишки. Листки вузько-лінійні, цілокраї, вкриті 2–3-роздільними волосками. Стручки 2–4 см завдовжки, потовщені, майже 4-кутні.

## Поширення
Ендемік України.
В Україні вид зростає на крейдяних відслоненнях дуже рідко — у Приазов'ї (Донецька область, Амвросіївський р-н, с. Білоярівка).